# مغنولية ويلسونية
ماغنوليا ويلسونية (الاسم العلمي:Magnolia wilsonii) هي نوع من النباتات تتبع جنس الماغنوليا من الفصيلة الماغنولية.